# Cânone de Lutero
O Cânone de Lutero é o cânone bíblico atribuído a Martinho Lutero e que tem sido muito influente entre os cristãos protestantes desde a Reforma Protestante no século XVI. Apesar de as confissões luteranas especificamente não definirem um cânone, ele é amplamente considerado como cânone válido para a Igreja Luterana. Ele difere do Cânone católico romano do Concílio de Trento (1546) por rejeitar os livros deuterocanônicos e questiona os sete livros do Novo Testamento conhecidos como "Antilegomena de Lutero", quatro dos quais ainda aparecem no final da Bíblia de Lutero em alemão ainda hoje.

## Livros deuterocanônicos
Lutero não incluiu os livros deuterocanônicos em seu Antigo Testamento e os chamou de "Apocrypha" ("apócrifos"), ou seja, "livros que não são considerados como parte das Sagradas Escrituras, mas que são úteis e bons para a leitura". Ele também defendeu, sem sucesso, que o Livro de Ester fosse considerado apócrifo argumentado que sem as adições deuterocanônicas em Ester, o texto bíblico não menciona Deus nenhuma vez.

## Hebreus, Tiago, Judas e o Apocalipse
Lutero fez uma distinção entre livros unânimamente considerados canônicos e os disputados por alguns, dentres eles: Hebreus, Tiago, Judas e o Apocalipse. Tanto é que ainda hoje estes livros aparecem no final da Bíblia de Lutero. O que leva alguns a dizerem que ele teria tentado os tirar do cânone, mas em seu livro "Basic Theology", Charles Caldwell Ryrie disputa a alegação de que Lutero teria rejeitado a Epístola de Tiago como sendo canônica. Em seu prefácio ao Novo Testamento, Lutero atribuiu aos diversos livros diferentes graus de valor doutrinário, chamando a Epístola de São Tiago de "Epístola de Palha": "O Evangelho de São João e sua primeira epístola, as Epístolas de São Paulo, especialmente as aos Romanos, aos Gálatas, aos Efésios, e a Epístola de São Pedro – estes são livros que revelam a ti Cristo e ensinam o que é necessário e abençoado para que saibas, mesmo se tu não fores jamais ver ou ouvir nenhum outro livro de doutrina. Portanto, a Epístola de São Tiago, comparada com eles, é realmente uma epístola de palha, pois nela não há nada de valor evangélico". Lutero estaria, desta forma, comparando valores doutrinários e não a validade da epístola como parte do cânone.
Porém, a teoria de Ryrie é contestada por outros estudiosos bíblicos, incluindo William Barclay, que escreveu que Lutero afirmou abertamente e até rudemente: "Apesar de ela ter sido rejeitada nos primeiros dias, eu tenho em alta estima a Epístola de Tiago e considero-a valiosa por ela não apresentar doutrinas humanas mas dar muita ênfase à lei de Deus. [...] Mas eu não considero que ela tenha autoria apostólica."; Mas Lutero então segue em explicar o que entende por "apostólico", e o como isso não tem relação com autoria ou autenticidade do texto:  "Aquilo que não ensina de Cristo não é apostólico, mesmo que seja São Pedro ou São Paulo que esteja ensinando".
Argumenta-se que a sua oposição se baseava apenas no fato de que eles terem tido sua canonicidade questionada ao longo dos séculos, mas se este fosse o caso, não haveria motivos para Lutero não ter incluído na lista II Pedro, a epístola mais questionada na antiguidade. Alguns afirmam que a razão é que estes livros atestariam contra doutrinas protestantes como a "sola gratia" e a "sola fide" ; Reforçando essa visão, o prefácio que o próprio Lutero afixou a estes quatro livros deixa clara sua posição de que "sua opinião negativa sobre eles se dava mais por conta de reservas teológicas do que por qualquer consideração histórica sobre o cânone".

## Cânones similares na época
Em seu livro "Cânone do Novo Testamento", Bruce Metzger nota que, em 1596, Jacob Lucius publicou uma bíblia em Hamburgo que os antilegomena de Lutero como "apocrypha". David Wolder, o pastor da igreja de São Pedro em Hamburgo, publicou, no mesmo ano, uma bíblia trilíngue que chamava os quatro livros de "não canônicos". J. Vogt publicou uma bíblia em Goslar, em 1614, similar à de Lucius. Finalmente, Gustavus Adolphus de Estocolmo publicou, em 1618, uma bíblia que os chamava de "Apócrifos do Novo Testamento".

## Leigos e clérigos protestantes
Há evidências de que a primeira decisão de omitir os livros disputados inteiramente da bíblia foi tomada pelos leigos protestantes e não pelo clero. Bíblias datadas do período logo após a Reforma tem sido encontradas com índices citando todo o cânone católico, mas sem os livros disputados no corpo do texto, o que levou os estudiosos a concluírem que os responsáveis pela impressão destas bíblias tomaram por si a decisão de omitir estes livros. Porém, bíblias anglicanas e luteranas frequentemente ainda continham estes livros até o século XX, ao passo que as bíblias calvinistas não. Diversas razões foram propostas para a omissão destes livros. Uma delas é a defesa de doutrinas católicas como a do Purgatório e a oração pelos mortos estão em II Macabeus. Outra é que a Confissão de Fé de Westminster, de 1646, durante a Guerra Civil Inglesa, de fato os excluiu do cânone. O próprio Lutero afirmava estar seguindo o ensinamento de Jerônimo sobre a veritas hebraica.

## Uso evangélico moderno
Os evangélicos tendem a não aceitar a Septuaginta grega no mesmo nível da Bíblia hebraica, embora muitos reconheçam que ela era amplamente utilizada pelos judeus falantes do grego do século I. Muitos protestantes modernos seguem quatro "critérios de canonicidade" para justificar os livros que foram incluídos no Antigo e no Novo Tesamento:
1. Origem apostólica: o livro foi atribuído a um apóstolo ou foi baseado na pregação/doutrina da primeira geração de apóstolos (ou seus companheiros próximos);
2. Aceitação universal: o livro foi reconhecido pela maioria das comunidades cristãs do mundo antigo (ou seja, até o final do século IV);
3. Uso litúrgico: o livro era lido publicamente nas primeiras comunidades cristãs reunidas para a Ceia do Senhor (a celebração semanal);
4. Mensagem consistente: o livro contém uma proposta teológica similar ou complementar a outras obras cristãs aceitas.